# Радоња Куделиновић
Радоња Куделиновић (умро после 1399.) је био српски војвода, управник Требиња и вазал браће Балшића.

## Биографија
Радоња је припадао роду Љубибратића. Јавља се у служби Балшића као њихов најважнији човек у Требињу. Као властелин Ђурђа Балшића, Радоња се помиње 31. јула 1375. године када су Дубровчани упутили посланика Џиву Длшчића конавоском кефалији Радичу и Радоњи, са захтевима да се испуни наређење Ђурђа око надокнаде штете коју су општини починили неки Конављани и Требињци. Куделиновић се са браћом помиње у документима од 11. августа приликом преговора са Џивом. Следеће године, 21. октобра, Радоња је послао Дубровнику писмо од кога тражи да му пошаљу ствари умрлог требињског попа. Поп их је пре смрти оставио код Дубровчанина Рендића. Радоња је касније добио титулу војводе са којом се јавља у дубровачким документима. У време када је Павле Раденовић овладао Требињем, Куделиновић је са њим дошао у сукоб те се морао склонити у Дубровник о чему сведоче дубровачки документи. Дубровчани су 5. априла 1399. године писали Раденовићу да Радоњу неће примити у град и да су му наложили да напусти њихову територију. Радоња се успео измирити са Раденовићем те се вратио у Требиње. Изгледа да је Радоња добио и дубровачко право грађанства. Радоња је имао браћу Мрђу, Милкуса и Јунка. Од њих су настале посебне породице. Имао је и двојицу синова, Сумина и Добрушка. 